# Align Technology
Align Technology ist ein Hersteller von digitalen 3D-Scannern und Kunststoffschienen für die Aligner-Therapie in der Orthodontie. Align Technology hat seinen Hauptsitz in Tempe (Arizona). Das Unternehmen fertigt die Kunststoffschienen in Ciudad Juárez (Mexiko) und die Scanner in Israel.

## Geschichte
Align Technology wurde 1997 von Zia Chishti und Kelsey Wirth gegründet und begann mit der Entwicklung eines Clear Aligner. Align erhielt 1998 die FDA-Zulassung für die Vermarktung des Invisalign-Systems, welches erstmals im Jahr 2000 vermarktet wurde. Align Technology ging am 26. Januar 2001 an die Börse.
Im März 2011 erwarb Align das israelische Unternehmen Cadent für 190 Millionen US-Dollar. Cadent fertigte Intraoralscanner mit 3D-Bildgebung sowie Software zur Anzeige der erfassten Bilder und zur Planung der Behandlung.
Der Umsatz des Unternehmens belief sich 2016 zum ersten Mal auf 1 Milliarde US-Dollar, und seine  Produkte wurden von etwa 8 % der Menschen mit Zahnspange verwendet. 2017 stand das Unternehmen vor der Herausforderung, dass die Patente für sein Invisalign-System im Oktober 2017 abliefen und der Wettbewerb um Generika begann.

## Finanzen
Der Umsatz des Unternehmens stieg von 312 Mio. US-$ im Jahr 2009 auf 3,7 Mrd. US-$ im Jahr 2022.